# GQ Волка
GQ Волка (лат. GQ Lupi) — тройная звезда в созвездии Волка на расстоянии приблизительно 503 световых лет (около 154 парсек) от Солнца. Возраст звезды определён как около 3,4 млн лет.

## Характеристики
Первый компонент (WDS J15492-3539A) — оранжевый карлик, пульсирующая переменная звезда типа T Тельца (IN) спектрального класса K7Ve(T). Видимая звёздная величина звезды — от +12,7m до +11,4m. Масса — около 0,73 солнечной, радиус — около 1,83 солнечного, светимость — около 0,846 солнечной. Эффективная температура — около 5848 K.
Второй компонент (USNO-B1.0 0543-00373323) — оранжевая звезда спектрального класса K. Видимая звёздная величина звезды — +18,5m. Эффективная температура — около 4877 K. Удалён на 6,4 угловых секунды.
Третий компонент (2MASS J15491331-3539118) — красный карлик спектрального класса M4. Видимая звёздная величина звезды — +18,4m. Масса — около 0,15 солнечной, радиус — около 0,21 солнечного, светимость — около 0,004 солнечной. Эффективная температура — около 3190 K. Удалён на 16,1 угловых секунды (2400 а.е.).

## Планетная система
В 2005 году Ральф Нойхаузер и его коллеги объявили об обнаружении субзвёздного объекта GQ Волка b, обращающегося вокруг звезды. Наряду с 2M1207 b, объект стал одним из первых кандидатов в экзопланеты, наблюдавшиеся напрямую. Изображение было получено на телескопе VLT в обсерватории Параналь в Чили 25 июня 2004 года. По состоянию на 2006 год рабочая группа Международного астрономического союза по внесолнечным планетам описывала GQ Волка b как возможный компаньон молодой звезды, обладающий массой планеты.